# 바울라두
바울라두(Bauladu, 사르데냐어: Baulàu)는 "넓은 여울"을 의미하며, 이탈리아 사르데냐 지역 오리스타노도에 있는 코무네 (지방 자치체)로, 칼리아리에서 북서쪽으로 약 100 킬로미터 (62 mi) 떨어져 있고 오리스타노에서 북동쪽으로 약 15 킬로미터 (9 mi) 떨어져 있다. 2004년 12월 31일 기준으로 인구는 732명이고 면적은 24.2 제곱킬로미터 (9.3 mi2)이다.
바울라두는 다음 지자체와 접해 있다: 보나르카도, 밀리스, 파울릴라티노, 솔라루사, 트라마차.

## 인구 통계
| 연도 | 1861 | 1871 | 1881 | 1901 | 1911 | 1921 | 1931 | 1936 | 1951 | 1961 | 1971 | 1981 | 1991 | 2001 |
| ---- | ---- | ---- | ---- | ---- | ---- | ---- | ---- | ---- | ---- | ---- | ---- | ---- | ---- | ---- |
| 인구 | 626  | 733  | 847  | 721  | 803  | 761  | 793  | 844  | 874  | 801  | 582  | 646  | 685  | 687  |